# ۱۰۸۳ (قمری)
۱۰۸۳ (قمری)، هزار و هشتاد و سومین سال در گاهشماری هجری قمری است. اول محرم این سال برابر با بیست و نهم آوریل سال ۱۶۷۲ میلادی است.